# Parc national Desierto del Carmen
Le parc national Desierto del Carmen (espagnol : Parque nacional Desierto del Carmen) est un parc national du Mexique situé dans l'État de Mexico. Il a une superficie de 529 ha et a été créé le 10 octobre 1942. Il est administré par la Comisión Nacional de Áreas Naturales Protegidas.